# Herlufmagle Kirke
Herlufmagle Kirke er en kirke i Herlufmagle Sogn i Næstved Kommune.

## Eksterne kilder og henvisninger
- Wikimedia Commons har flere filer relateret til Herlufmagle Kirke
- Herlufmagle Kirke Arkiveret 31. januar 2011 hos  Wayback Machine hos nordenskirker.dk
- Herlufmagle Kirke hos KortTilKirken.dk
- Herlufmagle Kirke i bogværket Danmarks Kirker (udg. af Nationalmuseet)